# 노 웨이 아웃 (1987년 영화)
《노 웨이 아웃》(영어: No Way Out)은 미국에서 제작된 로저 도널드슨 감독의 1987년 네오누아르 스릴러 영화이다. 케빈 코스트너, 진 해크먼, 숀 영 등이 출연하였고, 로라 지스킨 등이 제작에 참여하였다.

## 출연
- 케빈 코스트너
- 진 해크먼
- 숀 영
- 윌 패튼
- 하워드 더프
- 조지 전자
- 제이슨 버나드
- 이만
- 프레드 돌턴 톰프슨
- 리언 러섬
- 데니스 버클리
- 마셜 벨
- 니컬러스 워스
- 존 디어퀴노
- 데이비드 페이머
- 로버트 커먼

## 기타 제작진
- 배역: 아일린 스타거
- 미술: 데니스 워싱턴
- 조감독: 허브 애덜먼

## 우리말 녹음
MBC 성우진 (1994년 1월 1일)
- 배한성 - 패럴 (케빈 코스트너)
- 김태훈 - 브라이스 (진 해크먼)
- 성유진 - 수전 (숀 영)
- 이윤연 - 프리처드 (윌 패튼)
- 김현직
- 최병학
- 나성균
- 한상혁
- 홍승옥
- 권혁수
- 김윤정
- 최상기
- 김관철
- 김혜경
- 이우신
- 황윤걸
- 이승환
- 안지환
- 주현영